# Fritz Schäfer
Fritz Schäfer (Pirmasens, Alemania, 7 de septiembre de 1912-Ludwigshafen, 15 de octubre de 1973) fue un deportista alemán especialista en lucha grecorromana donde llegó a ser subcampeón olímpico en Berlín 1936.

## Carrera deportiva
En los Juegos Olímpicos de 1936 celebrados en Berlín ganó la medalla de plata en lucha grecorromana estilo peso wélter, tras el sueco Rudolf Svedberg (oro) y por delante del finlandés Eino Virtanen (bronce).